# Jugendbildungsstätte Waldmünchen
Die Jugendbildungsstätte Waldmünchen des Bezirks Oberpfalz, der Katholischen Arbeitnehmer-Bewegung (KAB) und Christliche Arbeiterjugend (CAJ) ist eine der 13 Jugendbildungsstätten in Bayern und liegt in der Stadt Waldmünchen im Landkreis Cham. Als Jugendherberge Waldmünchen ist sie an das Deutsche Jugendherbergswerk (DJH) angeschlossen. Außerdem ist die Einrichtung seit 2013 auch anerkannte bayerische Umweltstation mit den Themen Klimawandel und Energiewende.
Koordinaten: 49° 22′ 44,3″ N, 12° 42′ 34,6″ O

## Finanzierung
Die Betriebs- und Personalkosten werden durch Zuschüsse des bayerischen Jugendringes, des Bezirks Oberpfalz, der Arbeitsgemeinschaft katholisch-sozialer Bildungswerke, der europäischen Union und weiterer Zuschussgeber gedeckt.
Die Gebäude werden vom Zweckverband Jugendhaus unterhalten, dem der Landkreis Cham und die Stadt Waldmünchen angehören. Dazu kommen noch selbst erwirtschaftete Gelder, wie zum Beispiel Mieten, die von den Gruppen gezahlt werden, die in der Jugendbildungsstätte übernachten.

## Zielsetzung
Die Hauptaufgaben der Einrichtung sind die berufsbezogene Bildung (vor allem für Schulen im Regierungsbezirk Oberpfalz), gesellschaftspolitische Bildung, Medienpädagogik, Umweltbildung, interkulturelle Bildung und internationale Jugendbegegnungen. Als Jugendherberge steht die Jugendbildungsstätte Waldmünchen allen Vereinen, Jugendgruppen und auch Einzelreisenden aus Bayern und darüber hinaus für eigene Veranstaltungen offen. Grundlage für die Arbeit ist ein christliches Menschenbild. Als Qualitätsentwicklungssysteme dienen QESplus und ein regelmäßiges Peer-Review der Bayerischen Jugendbildungsstätten.

## Lage, Einrichtung und Geschichte
Die Jugendbildungsstätte Waldmünchen liegt in historischen Mauern auf dem Schlossberg im Zentrum der Stadt Waldmünchen im Landkreis Cham, nahe an der Grenze zu Tschechien und direkt im Oberpfälzer Wald.
1983 als Jugendhaus Waldmünchen eingeweiht, beherbergt die Jugendbildungsstätte Waldmünchen seit 1988 als offiziell vom Bayerischen Jugendring anerkannte Jugendbildungsstätte Kinder, Jugendliche und junge Erwachsene aller Gesellschafts- und Bildungsschichten. Sie ist für Rollstuhlfahrer größtenteils barrierenfrei zu befahren.
Die mehr als 160 Betten in jugendgemäßen Zwei-, Drei-, Vier- und Sechs-Bett-Zimmern, sowie die Leiterzimmer bieten den unterschiedlichsten Gruppen Platz. Abwechslungsreiche Verpflegung (auf Wunsch auch vegetarisch oder ohne Schweinefleisch) und ein historisches Ambiente bilden den Rahmen. Es besteht eine vielfältige Ausstattung an Tagungs- und Seminarräumen, die Aula mit Klavier und Bühnenbeleuchtung, ein Meditationsraum mit Sakristei, zahlreiche Medien (HD- und miniDV-Kameras, Beamer, Digital-Kameras, Audiorekorder, Tageslicht-Projektoren usw.) und Multimedia-PCs mit Highspeed-Internet und flächendeckendem, für die Gäste kostenlosem W-LAN. Am nahegelegenen Perlsee betreibt die Jugendbildungsstätte Waldmünchen den „Internationalen Teamtraining-Parcours“ (ITP) mit 9 bodennahen Stationen zum Training von Kommunikation und Kooperation in Teams.

## Auszeichnungen
- 2004: Jugend-Kulturförderpreis des Bezirks Oberpfalz in der Kategorie Projekte zur EU-Osterweiterung in der Altersgruppe 17 Jahre und älter[1]